# Bogdan Zdrojewski
Bogdan Andrzej Zdrojewski ( audio), né le 18 mai 1957 à Kłodzko (Voïvodie de Basse-Silésie), est un homme politique polonais, membre de la Plate-forme civique (PO), maire de Wrocław de 1990 à 2001, ministre de la Culture de 2007 à 2014, eurodéputé depuis 2014.

## Formation
Bogdan Zdrojewski effectue sa scolarité dans un lycée technique puis dans une section de technicien supérieur tertiaire (tout en travaillant aux chemins de fer) avant d'entreprendre à partir de 1979 des études supérieures universitaires. En 1983, il obtient un diplôme de philosophie à l'université de Wrocław, décrochant deux ans plus tard un diplôme d'études culturelles au sein de la même université.

## Carrière politique

### Maire de Wrocław
Il devient maire de la ville de Wrocław le 5 juin 1990, à 33 ans, et occupe ce poste jusqu'au 8 mai 2001. Il acquiert une certaine popularité lors des crues de 1997 qui touchent la ville, en menant personnellement les actions des services de secours. Cette même année, il parvient à se faire élire au Sénat, avec plus de 240 000 voix, mais il est contraint de démissionner le 11 janvier 2000, le Tribunal constitutionnel ayant jugé que les mandats de maire de ville et de sénateur ne pouvaient être cumulés.

### Député et accusations de malversation
Après avoir quitté la mairie, il est élu député à la Diète polonaise aux élections de septembre 2001 sur la liste de la Plate-forme civique (PO), parti qu'il a rejoint, dans la circonscription de Wrocław. Il renonce à son immunité parlementaire en 2003, afin d'être jugé pour mauvaise gestion dans « l'affaire de la TVA de Wrocław », dans laquelle il est condamné en première instance par un tribunal de Rawicz à quatorze mois de prison avec sursis, tout en suspendant l'exécution de la peine. L'année suivante, il est cependant acquitté en d'appel.

### L'ascension au sein de la PO
Réélu député en 2005, il est désigné l'année suivante responsable de la Défense nationale au sein du cabinet fantôme mis en place par la Plate-forme civique, après quoi il prend le 5 décembre de cette même année 2006 la présidence du groupe parlementaire de la PO à la Diète.

### Ministre de la Culture
Le 16 novembre 2007, Bogdan Zdrojewski est nommé ministre de la Culture et du Patrimoine national de Pologne dans le gouvernement de centre droit du président de la PO, Donald Tusk, à la suite des élections anticipées, lors desquelles il est réélu député. 
Il est reconduit dans ses fonctions en novembre 2011 dans le nouveau gouvernement constitué après les élections législatives.

### Député européen
Le 25 mai 2014, Bogdan Zdrojewski est élu député européen pour la Pologne. Il quitte le gouvernement le 17 juin suivant, son portefeuille étant confié à une autre personnalité, Małgorzata Omilanowska.

## Distinctions
- Commandeur de l'ordre Polonia Restituta
- Croix du Mérite (Pologne)
- Croix de l'ordre du Mérite (Portugal)
- Ordre de Saint-Sylvestre décerné par Jean-Paul II[1]
- Ordre du Mérite de la République fédérale d'Allemagne[1]
- Commandeur de l'ordre de Saint-Charles (2012)[2]
- Commandeur de la ordre national de la Légion d'honneur (2012)[3]